# Madīnat Sawhāj al-Jadīdah
Madīnat Sawhāj al-Jadīdah es un distrito de la gobernación de Suhag, Egipto. En julio de 2017 tenía una población estimada de 174 habitantes.
Se encuentra ubicado en el centro del país, junto al río Nilo, a poca distancia al norte de Luxor.